# Station Yamato-Futami
 Station Yamato-Futami (大和二見駅, Yamato-Futami-eki) is een spoorwegstation in de Japanse stad Gojō. Het wordt aangedaan door de Wakayama-lijn. Het station heeft één spoor, gelegen aan een enkel zijperron.

## Treindienst

### JR West
| 1 | ■ Wakayama-lijn | richting Wakayama, Gojō en Ōji |

## Geschiedenis
Het station werd in 1902 onder de naam Futami geopend en in 1919 werd er Yamato voor de stationsnaam gevoegd.  

## Stationsomgeving
- Kinki regionaal ontwikkelingsbureau, afdeling Gojō
- Ōkuwa (supermarkt)
- Sunkus
- Kōnan (bouwmarkt)
- Riverside Hotel
- Autoweg 24
- Yoshino-rivier

(Yamatoji-lijn<<) Ōji · Hatakeda · Shizumi · Kashiba · JR Goidō · Takada · (>>Sakurai-lijn) · Yamato-Shinjō · Gose · Tamade · Wakigami · Yoshinoguchi · Kitauchi · Gojō · Yamato-Futami · Suda · Shimohyōgo · Hashimoto · Kii-Yamada · Kōyaguchi · Nakaiburi · Myōji · Ōtani · Kaseda · Nishi-Kaseda · Nate · Kokawa · Kii-Nagata · Uchita · Shimoisaka · Iwade · Funato · Kii-Ogura · Hoshiya · Senda · Tainose · Wakayama